# برايتون كيمبتاون (دائرة انتخابية في المملكة المتحدة)
برايتون، كيمبتاون  (بالإنجليزية: Brighton, Kemptown)‏ هي إحدى الدوائر الانتخابية في المملكة المتحدة الممثلة في مجلس العموم في برلمان المملكة المتحدة.
عضو البرلمان الذي يمثلها حالياً هو :Dr Desmond Turner (Lab).